# Leopold Dostal
Leopold Dostal (1835 Praha – 17. října 1907 Poděbrady) byl zakladatelem rodu Dostalů, ze kterého vzešlo několik významných osobností českého kulturního života.

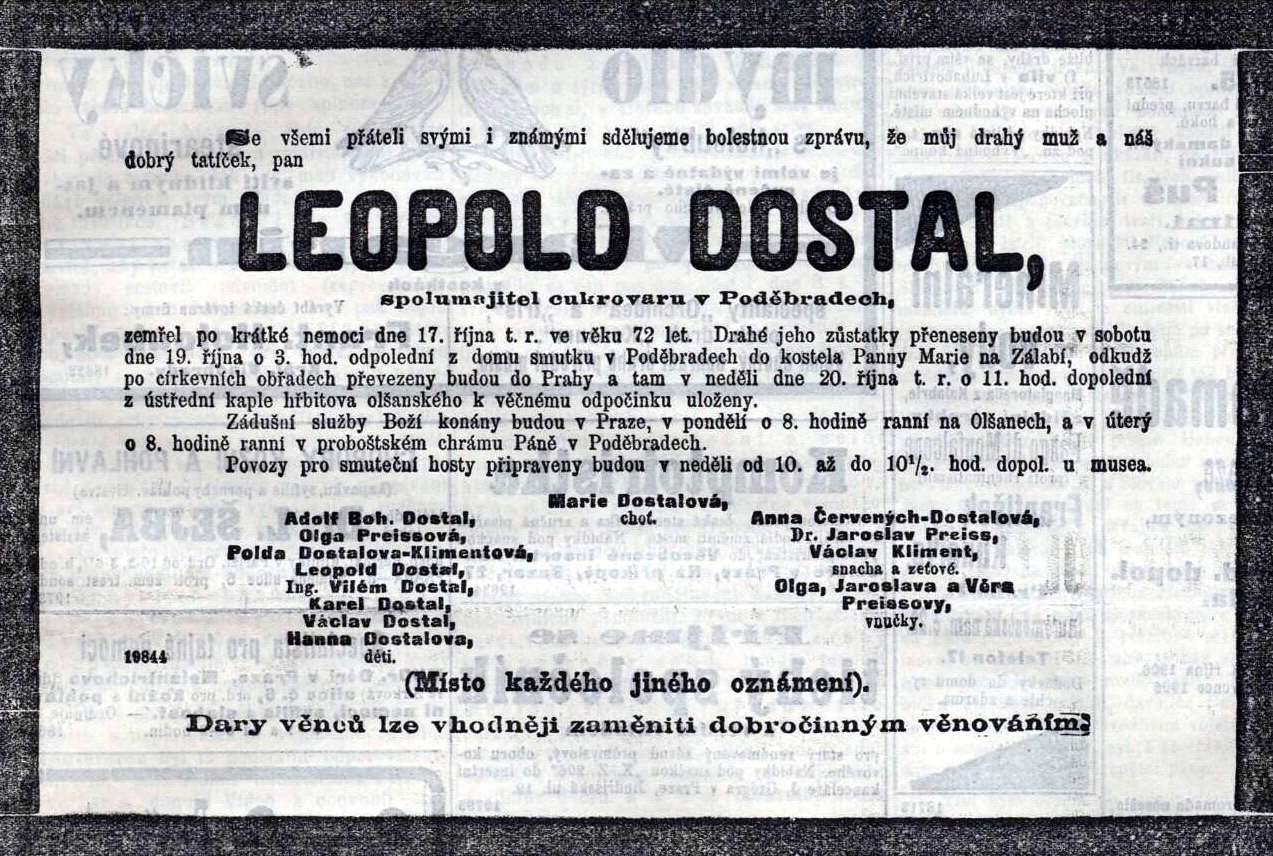
Leopold Dostal, úmrtní oznámení 1907

## Život
Byl synem Jana Dostala, pražského příslušníka a statkáře v Čížkovicích u Litoměřic (1798–??); matka Anna, rozená Kulichová pocházela z Poděbradska. Bratr Leopolda Dostala JUDr. Karel Dostal (15. května 1834 – 1918) byl advokátem a poslancem Říšské rady. Měl také dvojče, bratra Viléma.
Leopold Dostal se oženil s herečkou Prozatímního divadla Marií Kallmünzerovou (1847–1917), která na divadle vystupovala pod jménem Marie Horská.
Rodina nejprve žila v zámečku ve Veleslavíně čp. 1, k němuž přiléhal statek s hospodářskými budovami, v němž byl Leopold Dostal statkářem. Okolo roku 1884 (narození syna Karla) se přestěhovala do Nymburka a definitivně se usídlila v Poděbradech, kde byl Leopold Dostal ředitelem a spolumajitelem cukrovaru. Zde také vystavěl pro svou rodinu novorenezanční vilu "Dostalku".
Během svého života se angažoval veřejně, ve Veleslavíně byl v roce 1881 předsedou dobrovolného hasičského sboru. V roce 1887 byl členem výboru hospodářské výstavy v Bubenči. Denní tisk též zaznamenával jeho dobročinnou a podpůrnou činnost.
Zemřel 17. října 1907 v Poděbradech, pohřben byl na Olšanských hřbitovech v Praze.

## Potomci
Z dětí manželů Dostalových vynikli v oblasti kultury:
- Adolf Bohuslav Dostal (1874–1939), básník, kritik, dramatik
- Marie Dostalová (1877–1903), malířka
- Leopolda Dostalová (1879–1972), herečka Národního divadla
- Karel Dostal (1884–1966), herec a režisér, šéf činohry Národního divadla
- Hana Dostalová (1890–1981), malířka a sklářská návrhářka

Další děti
Syn Václav Dostal (1888–1915) byl důstojníkem-československým legionářem ve Francii, kde padl. Syn Leopold Dostal byl ředitelem Živnostenské banky v Moravské Ostravě,, další syn ing. Vilém Dostal zahynul v Rusku. Dcera Olga Dostalová-Preissová (1876–1921) byla manželka bankéře a národohospodáře Jaroslava Preisse.